# Sabaragamuwa
Sabaragamuwa (Singalees: Sabaragamuva paḷāta; Tamil: Chappirakamuva mākāṇam) is een provincie van Sri Lanka en is gelegen in het zuidwesten van het eiland. De provincie heeft 1.928.655 inwoners (2012). De hoofdstad is Ratnapura en een andere belangrijke stad is Kegalle.
De provincie bestaat uit twee districten, dit zijn:
- Ratnapura
- Kegalle

## Bevolking
De bevolking bestaat voor het grootste deel uit Singalezen (86,3% in 2012), met een Tamil-minderheid (9,2%). Verder zijn er ook Moren (4,2%). Een meerderheid van de bevolking is boeddhist (85,7%), met verder hindoes (8,1%), moslims (4,4%) en christenen 1,7% (waarvan 0,9% rooms-katholiek is).

## Economie
Landbouw is een belangrijke economische activiteit met thee- en rubberplantages. Verder wordt er rijst en fruit verbouwd. In het district Ratnapura worden er edelstenen (robijn, saffier) gedolven en bewerkt.

## Bezienswaardigheden
Toeristische attracties in de provincie zijn Sinharaja Forest Reserve, Udawalawa National Park, Bopath Ella-watervallen, Kitulgala en Adam's Peak.
Centrale Provincie (Kandy · Matale · Nuwara Eliya) · Oostelijke Provincie (Ampara · Batticaloa · Trincomalee) · Noordelijke Centrale Provincie (Anuradhapura · Polonnaruwa) · Noordelijke Provincie (Jaffna · Kilinochchi · Mannar · Mullaitivu · Vavuniya) · Noordwestelijke Provincie (Kurunegala · Puttalam) · Sabaragamuwa (Kegalle · Ratnapura) · Uva (Badulla · Moneragala) · Westelijke Provincie (Colombo · Gampaha · Kalutara) · Zuidelijke Provincie (Galle · Hambantota · Matara)